# 蔡立耀
蔡立耀，SBS（1961年2月8日—），前香港差餉物業估價署署長，公務員生涯長期任職於該署。

## 生平
蔡立耀1984年11月加入政府任職見習差餉物業估價測量師（前職銜）；1986年2月獲聘為助理差餉物業估價測量師；至2004年11月晉升至首席物業估價測量師；於2008年7月晉升為差餉物業估價署助理署長；於2014年7月晉升為該署副署長；於2019年1月晉升為該署署長，接替鄧炳光。蔡於2021年2月開展退休前休假，而其職位則由原副署長蕭家賢接任。
2021年退休後獲香港特區政府頒授銀紫荊星章。